# Saintigny
Saintigny est une commune nouvelle française résultant de la fusion — au 1er janvier 2019 — des communes de Frétigny et Saint-Denis-d'Authou, située dans le département d'Eure-et-Loir en région Centre-Val de Loire.

## Géographie

### Climat
Pour des articles plus généraux, voir Climat du Centre-Val de Loire et Climat d'Eure-et-Loir.
En 2010, le climat de la commune est de type climat océanique dégradé des plaines du Centre et du Nord, selon une étude du CNRS s'appuyant sur une série de données couvrant la période 1971-2000. En 2020, Météo-France publie une typologie des climats de la France métropolitaine dans laquelle la commune est exposée à un climat océanique altéré et est dans la région climatique Normandie (Cotentin, Orne), caractérisée par une pluviométrie relativement élevée (850 mm/a) et un été frais (15,5 °C) et venté.
Pour la période 1971-2000, la température annuelle moyenne est de 9,8 °C, avec une amplitude thermique annuelle de 14,6 °C. Le cumul annuel moyen de précipitations est de 789 mm, avec 12,6 jours de précipitations en janvier et 8 jours en juillet. Pour la période 1991-2020, la température moyenne annuelle observée sur la station météorologique de Météo-France la plus proche, sur la commune de Vichères à 10 km à vol d'oiseau, est de 11,3 °C et le cumul annuel moyen de précipitations est de 731,9 mm,. Pour l'avenir, les paramètres climatiques de la commune estimés pour 2050 selon différents scénarios d'émission de gaz à effet de serre sont consultables sur un site dédié publié par Météo-France en novembre 2022.

## Urbanisme

### Typologie
Au 1er janvier 2024, Saintigny est catégorisée commune rurale à habitat très dispersé, selon la nouvelle grille communale de densité à 7 niveaux définie par l'Insee en 2022.
Elle est située hors unité urbaine. Par ailleurs la commune fait partie de l'aire d'attraction de Nogent-le-Rotrou, dont elle est une commune de la couronne,. Cette aire, qui regroupe 25 communes, est catégorisée dans les aires de moins de 50 000 habitants,.

### Risques majeurs
Le territoire de la commune de Saintigny est vulnérable à différents aléas naturels : météorologiques (tempête, orage, neige, grand froid, canicule ou sécheresse), inondations, mouvements de terrains et séisme (sismicité très faible). Il est également exposé à un risque technologique,  le transport de matières dangereuses. Un site publié par le BRGM permet d'évaluer simplement et rapidement les risques d'un bien localisé soit par son adresse soit par le numéro de sa parcelle.

#### Risques naturels
Certaines parties du territoire communal sont susceptibles d’être affectées par le risque d’inondation par débordement de cours d'eau, notamment la Cloche et le Thironne. La commune a été reconnue en état de catastrophe naturelle au titre des dommages causés par les inondations et coulées de boue survenues en 1995 et 1999,.

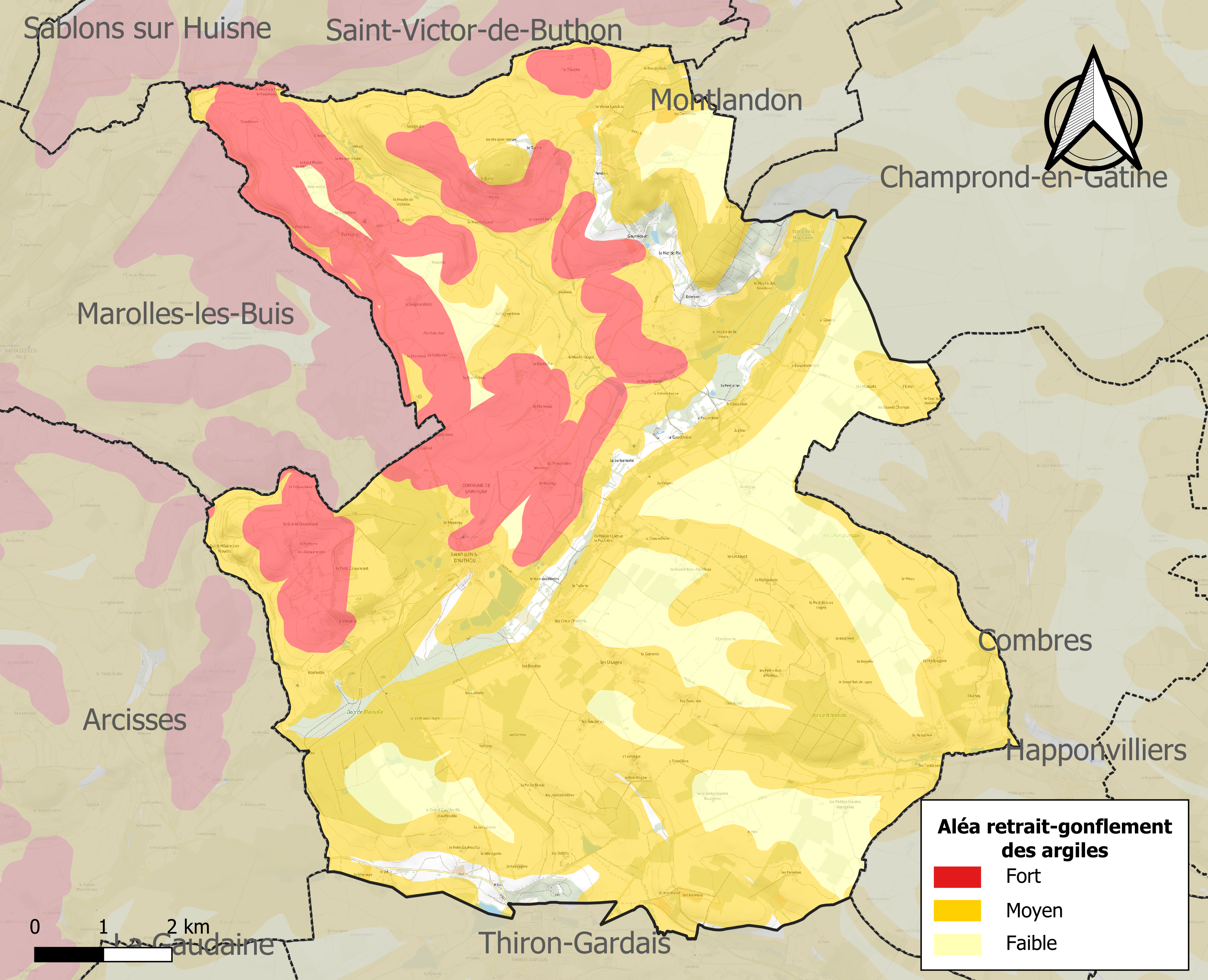
Carte des zones d'aléa retrait-gonflement des sols argileux de Saintigny.

Les mouvements de terrains susceptibles de se produire sur la commune sont des affaissements et effondrements liés aux cavités souterraines. L'inventaire national des cavités souterraines permet de localiser celles situées sur la commune.
Le retrait-gonflement des sols argileux est susceptible d'engendrer des dommages importants aux bâtiments en cas d’alternance de périodes de sécheresse et de pluie. 78,2 % de la superficie communale est en aléa moyen ou fort (52,8 % au niveau départemental et 48,5 % au niveau national). Sur les 660 bâtiments dénombrés sur la commune en 2019, 553 sont en aléa moyen ou fort, soit 84 %, à comparer aux 70 % au niveau départemental et 54 % au niveau national. Une cartographie de l'exposition du territoire national au retrait gonflement des sols argileux est disponible sur le site du BRGM,.
Concernant les mouvements de terrains, la commune a été reconnue en état de catastrophe naturelle au titre des dommages causés par la sécheresse en 2003 et par des mouvements de terrain en 1999.

#### Risques technologiques
Le risque de transport de matières dangereuses sur la commune est lié à sa traversée par des infrastructures routières ou ferroviaires importantes ou la présence d'une canalisation de transport d'hydrocarbures. Un accident se produisant sur de telles infrastructures est en effet susceptible d’avoir des effets graves au bâti ou aux personnes jusqu’à 350 m, selon la nature du matériau transporté. Des dispositions d’urbanisme peuvent être préconisées en conséquence.

## Toponymie
Saintigny est un néo-toponyme composé de l’apocope de hagiotoponyme Saint-Denis de Saint-Denis-d'Authou et l’aphérèse de Frétigny.

## Histoire
La commune est issue de la fusion au 1er janvier 2019 des communes de Frétigny et Saint-Denis-d'Authou (arrêté préfectoral du 19 décembre 2018).

## Politique et administration

### Élections municipales du 15 mars 2020
Ce scrutin a donné lieu à un recours.

### Liste des maires
| Période      | Période  | Identité          | Étiquette | Qualité                       |
| ------------ | -------- | ----------------- | --------- | ----------------------------- |
| janvier 2019 | mai 2020 | Luc Lamirault     |           | Industriel, chef d'entreprise |
| mai 2020     | En cours | Waldeck Rousseau, |           | Cadre de la fonction publique |

### Communes déléguées
| Nom                          | Code Insee | Intercommunalité    | Superficie (km2) | Population (dernière pop. légale) | Densité (hab./km2) |
| ---------------------------- | ---------- | ------------------- | ---------------- | --------------------------------- | ------------------ |
| Saint-Denis-d'Authou (siège) | 28331      | CC Terres de Perche | 22,23            | 490 (2016)                        | 22                 |
| Frétigny                     | 28165      | CC Terres de Perche | 22,99            | 519 (2016)                        | 23                 |

## Population et société

### Démographie
L'évolution du nombre d'habitants est connue à travers les recensements de la population effectués dans la commune depuis sa création.

En 2022, la commune comptait 934 habitants, en évolution de −7,43 % par rapport à 2016 (Eure-et-Loir : −0,23 %, France hors Mayotte : +2,11 %).
| 2016  | 2017  | 2022 |
| ----- | ----- | ---- |
| 1 009 | 1 020 | 934  |

## Culture locale et patrimoine

### Héraldique
| Blason de Saintigny | Blason  | Deux écus accolés : 1. Coupé : au 1er parti au I de sinople à un crosseron d'or, au II d'argent à trois chevrons de gueules, au 2d d'azur à une couleuvre d'or ondoyant en pal et languée de gueules, accostée de deux épis de blé tigés et feuillés d'or, celui de dextre posé en bande et celui de senestre en barre (qui est de Saint-Denis-d'Authou). 2. Tiercé en pairle renversé : au 1er d'azur à trois losanges d'or, au 2e de gueules à trois soleils non figurés d'or, au 3e de sinople à saint André de carnation, vêtu d'argent et auréolé d'or brochant sur un flanchis d'argent (qui est de Frétigny). |
| Blason de Saintigny | Détails | Le statut officiel du blason reste à déterminer. |